# Rhyacia helvetina
A Rhyacia helvetina a rovarok (Insecta) osztályának a nagylepkék (Macrolepidoptera) csoportjába, ezen belül a bagolylepkefélék (Noctuidae) családjába tartozó faj.

## Előfordulása
A Rhyacia helvetina kizárólag az Alpokban honos. Elterjedési területének központjában nem ritka.

## Megjelenése
A Rhyacia helvetina elülső szárnya 2 centiméter hosszú. A középmező sötétebb árnyalatú. A hátulsó szárny fonákja szürke, közepén jelentéktelen árnyékoltsággal. Sokszor csupán az ivarszervek vizsgálata alapján határozható meg.

## Életmódja
A Rhyacia helvetina az Alpok völgyeiben és legmagasabb régióiban található meg. Havasi kaszálóréteken, legelőkön és sovány gyepeken él. A hernyó és a lepke éjszaka tevékeny, napközben a földben rejtőzködik.

## Szaporodása
A Rhyacia helvetina július–augusztus között repül. Évente csak egy nemzedéke van. A hernyó áttelel.